# Nora Nova
Ahinora Kumanova (Sófia, 8 de maio de 1928 — 9 de fevereiro de 2022), mais conhecida como Nora Nova, foi uma cantora búlgara. Ela foi a primeira cantora da Bulgária a representar a Alemanha no Festival Eurovisão da Canção 1964.